# Clania ignobilis
Clania ignobilis is een vlinder uit de familie van de zakjesdragers (Psychidae). De wetenschappelijke naam van deze soort is voor het eerst voorgesteld als Entometa ignobilis door Francis Walker in een publicatie uit 1869.
De soort komt voor in Australië.